# Federación de Fútbol de Kenia (1960-2011)
La Federación de Fútbol de Kenia (KFF) fue el organismo rector del fútbol en Kenia. Fue fundada en 1960, desde 1960 fue miembro de la FIFA y desde 1968 de la CAF. Organizaba el campeonato de Liga y de Copa, así como los partidos de la selección nacional en sus distintas categorías.
La KFF tuvo disputas con la Football Kenya Limited (FKL) durante seis años por el control del fútbol keniano. La FKL fue formada en 2008 por un grupo de directivos de fútbol para competir con la KFF, y fue inmediatamente reconocida por la FIFA como el organismo rector del fútbol keniano. Esto llevó a la KFF a demandar a la FIFA por no reconocer y ampliar su apoyo a una sociedad de responsabilidad limitada. El 27 de abril de 2010, el Tribunal de Arbitraje Deportivo rechazó la apelación de la KFF y pidió a la FIFA que continuase reconociendo a la FKL como órgano rector del fútbol keniano. Debido a esta decisión por parte de la FIFA, la KFF fue disuelta y reemplazada por la FKL.
En noviembre de 2011, la FKL fue disuelta, ya que quería dejar de ser una sociedad anónima. La Federación de Fútbol de Kenia (FKF) sustituyó a la FKL, pero la mayoría de los nuevos puestos ejecutivos fueron retenidos por sus antiguos ocupantes en la FKL.

## Presidentes
- Kenneth Matiba - 1974-1978
- Clement Gachanja
- Job Omino
- Peter Kenneth - 1996-2000
- Maina Kariuki - 2000-2004
- Alfred Sambu - 2004-2007
- Sam Nyamweya - 2007-2011